# 義大利—日本關係

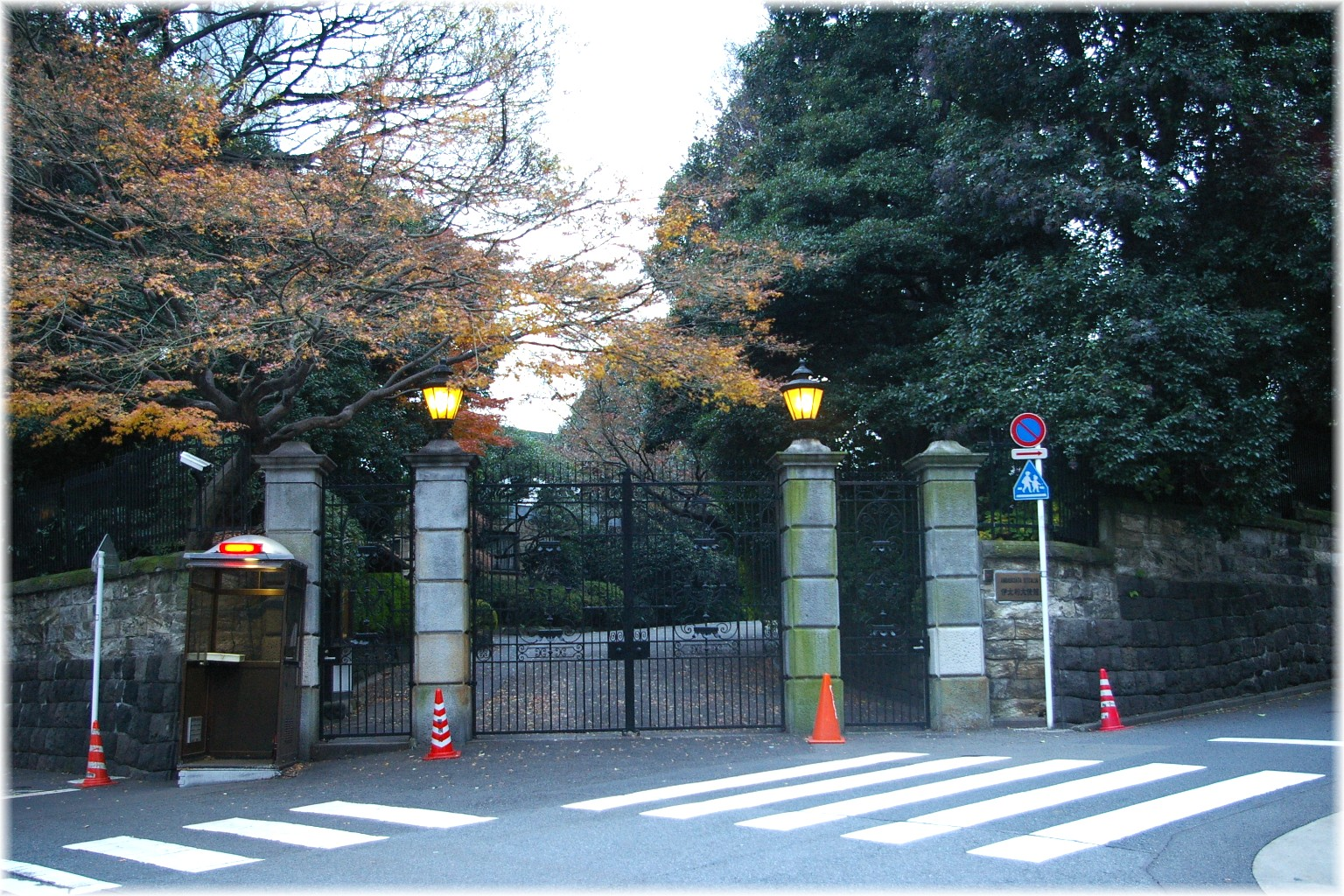
義大利駐日大使館

義日關係（義大利語：Relazioni bilaterali tra Giappone e Italia），也称日意关系（日语：／ Nichii Kankei */?），是指意大利和日本从十六世纪到现在的双边关系，意大利在东京设有大使馆，日本在罗马设有大使馆。如今，意大利和日本之间有着亲切友好的关系。两国都是二战的战败国。

## 历史
- 1582年，日本罗马天主教、基督教会“大名寺”派出天皇特使致信罗马教皇格雷戈里十三世
- 1899年，日本和意大利都派出军队来保护在华外派人员（义和团起义）。
- 1914年，他们是同盟(協約國)并与德国和奧匈帝國发生战争（第一次世界大战）。
- 1919年，意大利支持日本种族平等提案反对大国的种族主义（巴黎和会）。
- 1920年，在西伯利亚干涉期间，他们结盟并与共产党作战。

- 1940年，他们都是轴心国和反共产国际协定的成員而且是盟友關係，並和納粹德國簽訂了三國同盟條約。
- 1941年，義大利王國承認日本帝國傀儡政權汪精衛國民政府，在12月5日日本請求義大利向美國宣戰，但意大利回應將會。珍珠港事件4天后即12月11日，義大利是第一個率先回應珍珠港事件的軸心國成員，並表示支持日本，並聯同德國向美國宣戰，兩國關係加深。
- 1943年，義大利投降，義大利新政府加入盟軍並对日本宣戰。
- 1951年，根據《日本國與義大利間關於恢復外交關係的交換公文》，於舊金山和約生效日（1952年4月28日）結束戰爭狀態，同意重建外交關係。11月15日在羅馬的代表處升格為大使館。

1982年3月9日，意大利总统佩尔蒂尼訪問日本。

## 外交使節

### 日本駐義大利大使・公使
Template:在イタリア日本大使

### 義大利駐日本大使・公使

義大利駐日本大使Cusani-Confalonieri（任期1917-1920）

義大利駐日本公使
義大利駐日本大使
1. Template:仮リンク（留任、1952～1955年）
2. マルチェッロ・デル・ドラーゴ（1955～1956年）
3. クリストーフォロ・フラカッシ・ラッティ・メントーネ・ディ・トッレ・ロッサー（1956～1958年）
4. マウリーリオ・コッピーニ（1958～1965年）
5. アルベリコ・カザーリ（1965～1968年）
6. ジュスト・ジュスティ・デル・ジャルディーノ（1968～1974年）
7. カルロ・ペローネ・カパーノ（1974～1977年）
8. ヴィンツェンツォ・トルネッタ（1977～1980年）
9. Template:仮リンク（1980～1984年）
10. マルチェッロ・グイーディ（1984～1986年）
11. バルトローメオ・アットリコ（1986～1992年）
12. パオロ・ガッリ（1992～1995年、3月5日呈遞國書[2]）
13. ジョバンニ・ドミネドー（1995～1999年、信任状捧呈は3月28日[3]）
14. ガブリエレ・メネガッティ（1999～2003年、信任状捧呈は5月27日[4]）
15. マリオ・ボーヴァ（2003～2008年、信任状捧呈は7月7日[5]）
16. ヴィンチェンツォ・ペトローネ（2008～2012年、信任状捧呈は11月4日[6]）
17. ドメニコ・ジョルジ（2012～2017年、信任状捧呈は12月20日[7]）
18. Template:仮リンク（2017年～、信任状捧呈は5月11日[8]）